# Culicoides pellucidus
Culicoides pellucidus är en tvåvingeart som beskrevs av Khamala 1991. Culicoides pellucidus ingår i släktet Culicoides och familjen svidknott.
Artens utbredningsområde är Tanzania. Inga underarter finns listade i Catalogue of Life.